# Hưng Điền B
Hưng Điền B là một xã cũ thuộc huyện Tân Hưng, tỉnh Long An, Việt Nam.
Xã Hưng Điền B có diện tích 43,54 km², dân số năm 1999 là 4002 người, mật độ dân số đạt 92 người/km².

## Lịch sử
Ngày 24 tháng 3 năm 1994, theo Nghị định 27-CP, thực hiện chia tách huyện Vĩnh Hưng tỉnh Long An, thành lập xã Hưng Điền trên cơ sở một phần diện tích, nhân khẩu xã Hưng Điền B và hai xã này thuộc huyện mới là Tân Hưng, tỉnh Long An.
Theo Nghị quyết số 1682/NQ-UBTVQH15 tháng 6 năm 2025, sáp nhập toàn tỉnh Long An vào tỉnh Tây Ninh. Giải thể huyện Tân Hưng và hợp nhất toàn bộ diện tích tự nhiên và dân số của 3 xã Hưng Điền, Hưng Điền B và Hưng Hà thành xã Hưng Điền.